# مدیسون (آلاباما)
مدیسون (به انگلیسی: Madison) شهری در شهرستان مدیسون ایالت آلاباما است که مساحت آن ۷۶٫۹۹ کیلومتر مربع است و در سرشماری سال ۲۰۱۰ میلادی، ۴۲٬۹۳۸ نفر جمعیت داشته و تراکم جمعیتی آن، ۵۵۷٫۷۱ نفر در هر کیلومتر مربع بوده است.